# باسل فانوس
باسل فانوس (7 أغسطس 1990) لاعب المنتخب الأردني للجوجيتسو، بدأ ممارسة رياضة الجوجيتسو في عام 2006 مع فريق ميرزا وانضم إلى صفوف المنتخب الأردني للمرة الأولى عام 2016 ، متزوج من لاعبة المنتخب الأردني للجوجيتسو يارا قاقيش.

## إنجازاته
توج فانوس بالميدالية الذهبية لوزن تحت 94 كغم ببطولة آسيا للكبار عام 2019 والتي أقيمت في العاصمة المنغولية أولان باتور. واستهل فانوس مشاركته في بطولة آسيا عام 2019 بالفوز على اللاعب الكازاخستاني ماهاشيف ريزات في الدور ثمن النهائي من ثم تجاوز عقبة الفلبيني لاديرا لويجي. وفي الدور نصف النهائي فاز فانوس على نظيره القيرغيزستاني روسلان أجديف ليتأهل إلى النهائي ويواجه الكوري الجنوبي هوانغ مينج والذي هزمه وانتزع الميدالية الذهبية.
كما حاز فانوس على الميدالية الفضية لوزن فوق 85 كغم في دورة الألعاب القتالية العالمية والتي أقيمت في مدينة تشنغجو الكورية الجنوبية عام 2019.